# Creu de terme del Bullidor
Creu de terme del Bullidor és una creu de terme del Bullidor, al municipi de Barbens (Pla d'Urgell) declarat bé cultural d'interès nacional.

## Descripció
La creu de terme de Bullidor consta d'una base de planta quadrada on es superposen un total de cinc cossos, destaquen la peanya i el capitell. La peanya o sòcol elevat per quatre graons, converteix la seva planta en un octògon mitjançant motllures angulars.
El capitell està decorat amb figures de sants coronades per dossers que també envolten la creu. Per un costat de la creu es representa la crucifixió de crist i per l'altre hi ha la figura de la Verge amb el nen. De la creu surten dos braços secundaris que acaben els braços de la creu i tenen forma de canelobre.

## Història
Dins del municipi de Barbens, en el lloc de Bullidor, el 1917 encara es conservava sencera la creu de terme datada l'any 1546. Posteriorment, in situ, només quedava la base i una part del fust escapçat. El capitell, fragmentàriament, es conservava a l'ajuntament de Barbens. A finals del segle xx, tota la creu ha estat traslladada davant de l'església parroquial de Barbens.